# Van Boelens
De familie Van Boelens of Boelens was een Fries eigenerfdengeslacht dat voornamelijk zijn sporen naliet in Olterterp in Opsterland (Van Boelens) en Achtkarspelen (Boelens). Er zijn twee verwante takken. De tak Boelens was een grietmansgeslacht in Achtkarspelen, de tak Van Boelens kwam vooral voor in Opsterland en werd in 1922 opgenomen in het Nederland's Patriciaat.

## Herkomst van de naam Boelens

Het wapen van de familie Van Boelens

Het wapen van Boelens uit Achtkarspelen

De stamvader van de Van Boelens heette Boele. Boeles is het bijbehorende patroniem. Dit is uiteindelijk Boelens en Van Boelens geworden.

## Wapen
De twee takken hadden ieder een eigen wapen. Beide komen gedeeld met Friese Adelaar voor en ongedeeld zonder deze adelaar.

### Wapen Van Boelens (Opsterland)
Heraldische beschrijving van het wapen van Van Boelens is als volgt:
- Wapen: in rood een vlasbloem, blauw gebloemd, vergezeld boven en beneden van een gouden eikel met de steel omlaag.
- Helm: halfaanziend met helmkroon.
- Dekkleden: goud, gevoerd van rood.

Andere bronnen noemen de vlasbloem ook een distel en een roggebloem. Omdat het wapen van Olterterp zeer sterk lijkt op dat van de familie Van Boelens en deze een vlasbloem bevat, lijkt dit de meest waarschijnlijke optie. Ook komt het wapen voor als volgt geblazoeneerd: "Gedeeld: rechts, in goud een halve van de deellijn uitgaande Friese adelaar. Links, op keel, paalsgewijs geplaatst twee gouden eikels waartussen geplaatst een vlasbloem. Het helmteken is een eikel."

### Wapen Boelens (Achtkarspelen)
Het wapen van de Achtkarspelse tak is een zilveren roos op een groene achtergrond. Deze roos komt ook terug in het wapen van het dorp Boelenslaan.

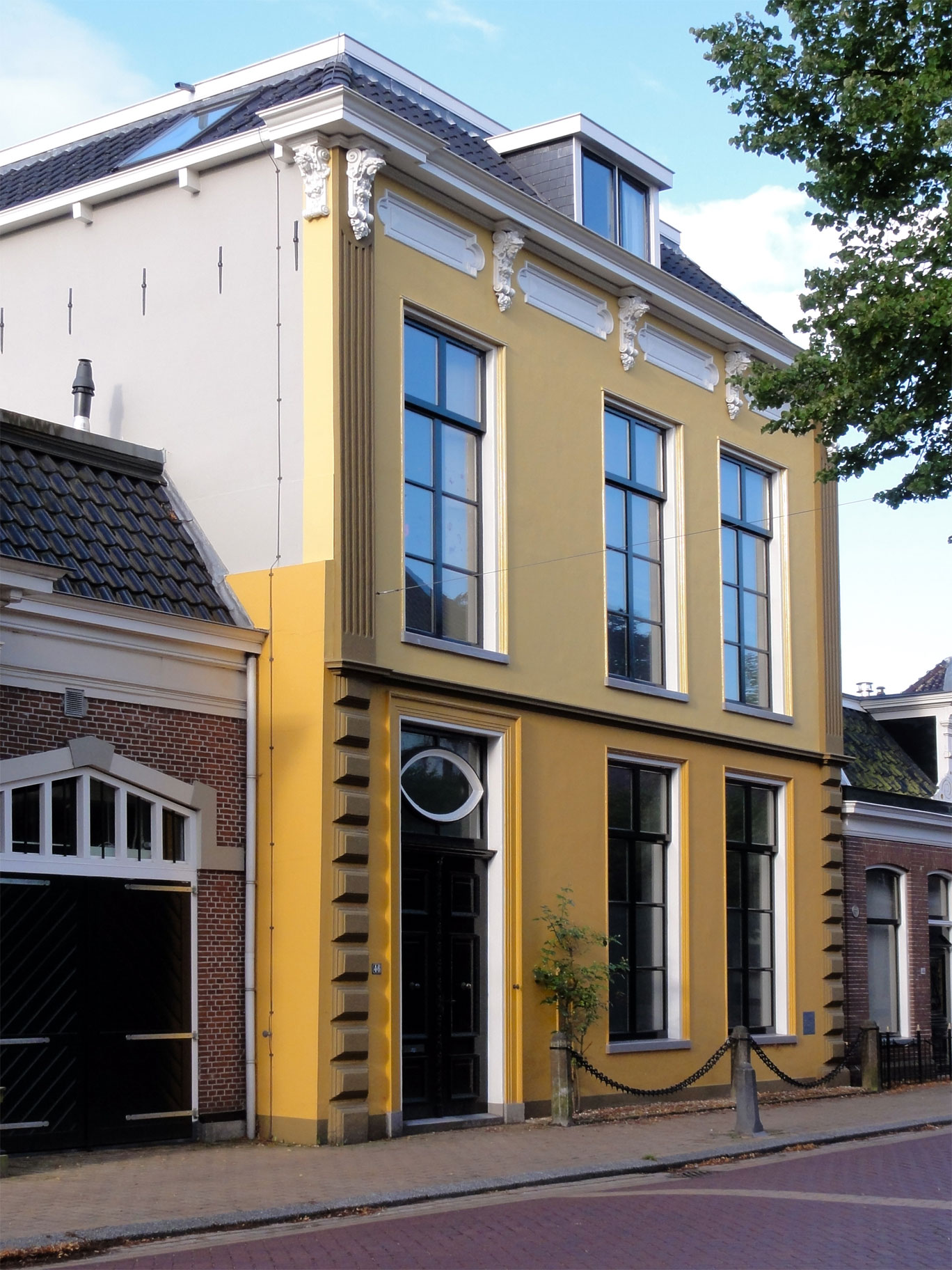
Het Eysingahuis aan de Hoofdstraat van Beetsterzwaag

## Fragmentgenealogie
Hieronder volgt een overzicht van de lijnen Van Boelens en Boelens en hiervoor een overzicht van de voorouders daarvan in mannelijke lijn.

### Fragmentgenealogie stamvaders Boelens
- Boele (ca. 1465 - 1552), eigenerfde boer onder Olterterp
  - Sjoerd Boelens (1490-1543)
  - Sytthy Boelens (ca. 1496-na 1565), grietman van Achtkarspelen in 1540
    - Tjerk Boelens (ca. 1515-1561), zie verder Boelens

  - Broer Boelens (ca. 1488-1552)
    - Boele Broers (ca. 1533-1615)
      - Broer Boelens (1569-vóór oktober 1621), bijzitter bij het gerecht van Opsterland
        - Boele (Boelardus) Broers Boelens (ca. 1593-1666), bijzitter bij het gerecht van Opsterland, dorpsrechter en kerkvoogd te Olterterp 
          - Broer Boeles Boelens (ca. 1630-1676), bijzitter bij het gerecht van Opsterland, schrijver van van een compagnie te voet, landmeter bij het Hof van Friesland, zie verder Van Boelens

### Fragmentgenealogie Van Boelens (Opsterland)
Broer Boeles Boelens (ca. 1630-1676) had het volgende nageslacht:
- Boelardus van Boelens (1667-1730), luitenant, luitenant commandant van een compagnie paarden, gehuwd met Ypkjen (van) Hemminga (1665-1739), zijn nicht
  - Dr. Ayzo van Boelens (1694-1782), president raadsordinarus aan het Hof van Friesland, gehuwd met Rinske Lycklama à Nijeholt (1682-1750), woonde in het Eysingahuis (Beetsterzwaag)
    - Mr. Boelardus Augustinus van Boelens (1722-1777), advocaat aan het Hof van Friesland, Nederlands dichter, welke de vroegst bekende vermelding maakte van de Elfstedentocht[1]
      - Mr. Ayzo van Boelens (1760-1801), volmacht op de landdag voor Ooststellingwerf
        - Mr. Jan Hendrik van Boelens (1792-1865), burgemeester van Leeuwarden, buitengewoon lid van de Tweede Kamer voor Friesland, gehuwd met Christina Medendorp (1790-1859)
        - Boelardus Augustinus van Boelens (1793-1842), kapitein der infanterie

      - Mr. Ambrosius Ayzo van Boelens (1766–1834), lid van de Tweede Kamer, raadsheer van het Hof van Friesland, president van de rechtbank te Heerenveen

In 1926 sterft het geslacht Van Boelens uit met het overlijden van de dochter van Boelardus Augustinus Van Boelens, Anna Hillegonda (1840-1926).

### Voortzetting van de naam Van Boelens
Enkele aangetrouwde heren nemen de naam Boelens op in hun achternaam.
- Jan Hendrik van der Haer (1849-1908), zoon van Elisa Christina van Boelens en kleinzoon van Jan Hendrik van Boelens, krijgt op 12 juni bij Koninklijk Besluit vergunning om de naam Van Boelens voor de zijne te voegen.
- Mr. Christiaan Hendrik Sophias Boelens had een dochter Antoinette Philippina van Boelens (1841-), welke gehuwd was met Rudolph Sandberg. Zij kregen een dochter Berendina Wilhelmina Theodora Sandberg (1866), welke trouwde met jhr. ir. Herman Hendrik Sandberg (1864-1949). Hij liet de naam Van Boelens opnemen in zijn achternaam, waardoor een tak Sandberg van Boelens ontstond, voortgezet door hun zoon Rudolph Sandberg van Boelens (1899-1960).

### Fragmentgenealogie Boelens (Achtkarspelen)
Tjerk Boelens (ca. 1515-1561) had het volgende nageslacht:
- Liewe Boelens (1540-1610), secretaris van Achtkarspelen
  - Tjerk/Tarquinius Liewes Boelens (1582-1651), grietman van Achtkarspelen
    - Pieter/Petrus Boelens (1609-1639), grietman van Achtkarspelen
      - Lieuwe/Livius Boelens (1630-1653), grietman van Achtkarspelen
- Sjoerd Boelens (1560-1609)
  - Gaetze Boelens (?-in of na 1656)
    - Sjoerd/Suffridus Boelens (1631-1692), burgemeester van Leeuwarden
    - Dr. Tjerk/Tarquinius Boelens (1632-1673), grietman van Achtkarspelen, secretaris van Wonseradeel

## Grafheuvel Van Boelens
Vlak buiten de kern van Olterterp, richting Selmien, ligt in een kleine bebossing een grafheuvel van de familie Van Boelens, opgeworpen door Ambrosius Ayzo van Boelens, genaamd Aldhôf (Fries). Hier liggen 12 stenen van nakomelingen van hem, omringd door een gietijzeren hek. Eén steen is voor de dienstmaagd Akke de Boer (1812-1889). Het verhaal gaat dat Van Boelens liefst begraven was geworden in een godshuis. De grafheuvel wordt beheerd door de Annette van Boelensstichting, welke op haar beurt is ondergebracht bij Stichting Welgelegen. Op het graf van zijn zoon Boelardus Augustinus (1791-1830) staat nog het wapen van de familie Van Boelens weergegeven.